# Jorge Alberto II de Erbach-Fürstenau
El Conde Jorge Alberto II de Erbach-Fürstenau (26 de febrero de 1648 - 23 de marzo de 1717) fue un miembro de la alemana Casa de Erbach que sostuvo los feudos de Fürstenau, Schönberg, Seeheim, Reichenberg y Breuberg.
Nacido en Fürstenau, era el noveno vástago y el sexto hijo varón (aunque el cuarto superviviente) del Conde Jorge Alberto I de Erbach-Schönberg y su tercera esposa Isabel Dorotea, una hija del Conde Jorge Federico II de Hohenlohe-Waldenburg en Schillingsfürst. Nació tres meses después de la muerte de su padre, el 25 de noviembre de 1647.

## Biografía
Siguió una carrera militar y se convirtió en teniente coronel (Oberstleutnant) del Ejército imperial. Tras la división del patrimonio de Erbach en 1672, Jorge Alberto II recibió los distritos de Schönberg, Seeheim y 1/4 de Breuberg; en 1678, tras la muerte de su hermano Jorge IV, añadió a sus dominios los distritos de Fürstenau y Reichenberg.
Jorge Alberto II murió en Fürstenau a la edad de 69 años y fue enterrado en Michelstadt.
- Datos: Q11928269